# De Vinkenburg

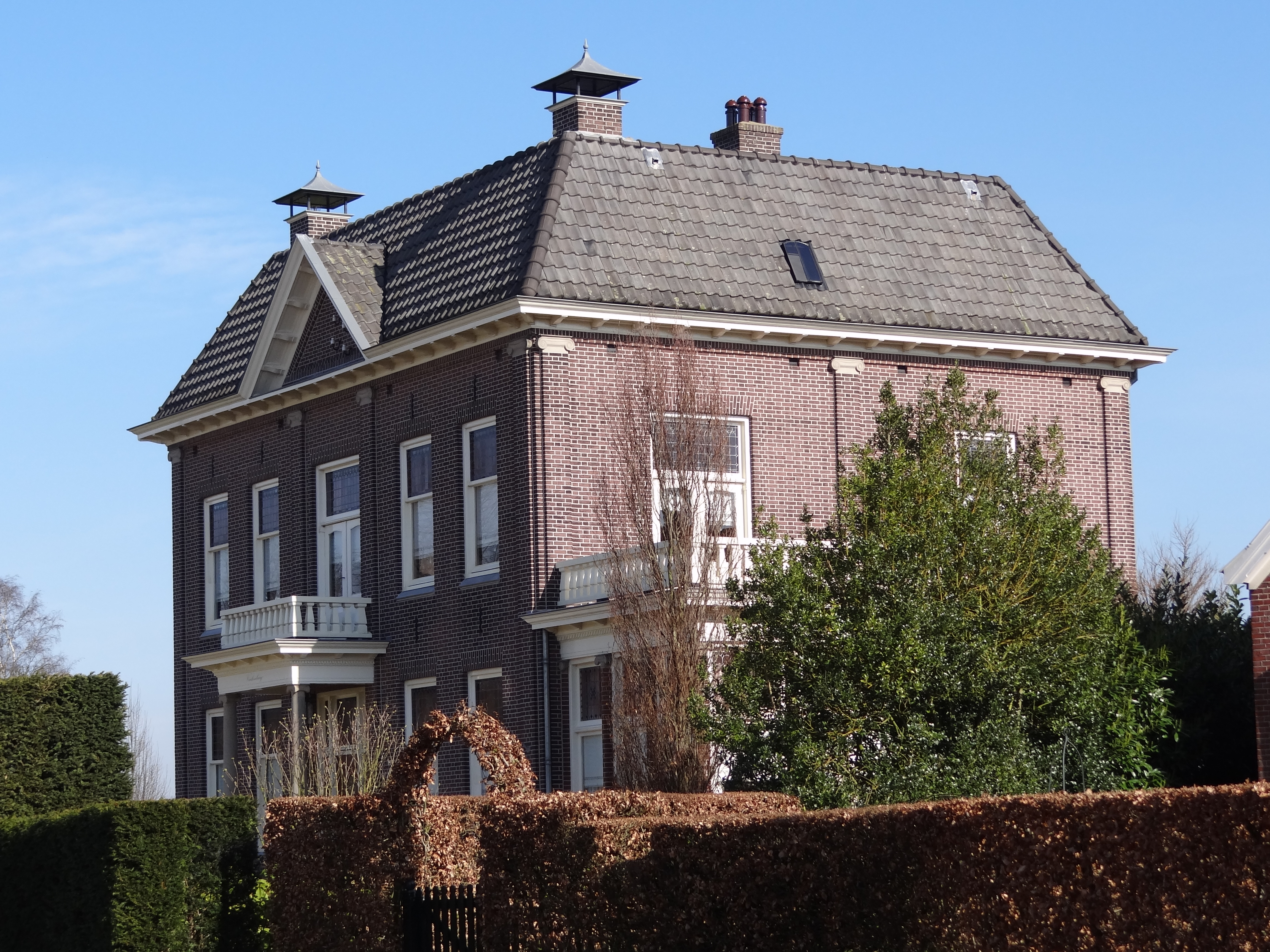
De Vinkenburg

De Vinkenburg in Bredevoort in de Nederlandse provincie Gelderland is een woning van een textielfabrikant, gebouwd in 1905 en tevens een gemeentelijk monument.

## Geschiedenis
Het huis werd gebouwd in de zogenaamde um 1800-bouwstijl in opdracht van August Sevink. Hij was een zoon van Herman Albert Sevink uit Warnsveld, en Catherina Poulina van Eijck, dochter van textielfabrikant Van Eijck. Daarmee is het huis een zichtbaar onderdeel van de sociaal economische textielgeschiedenis van Bredevoort. Het huis heeft aan de voorzijde opvallende ramen die met een katrolsysteem te openen zijn. Zo kon men niet zoals bij "gewone huizen" uit het raam hangen, dat vond men ordinair. Ook nog aanwezig is het originele belsysteem waarmee dienstbodes opgeroepen konden worden. Boven de ingang van het huis is in glas in lood het wapen van Rotterdam aangebracht, dit verwijst naar de Rotterdamse wortels van Henriette van der Meulen, waarmee August Sevink in 1915 trouwde. Piet en Fenny de Heus werden in 2004 eigenaar van het pand, en hebben het bijna volledig in eigen beheer het pand in oude stijl teruggebracht, inclusief het behang, en wonnen daarmee in 2008 de monumentenprijs van de gemeente Aalten.